# Finanzmarktstabilisierungsfonds

Logo des Finanzmarktstabilisierungsfonds

Der Finanzmarktstabilisierungsfonds (FMS), auch Sonderfonds Finanzmarktstabilisierung (SoFFin), war von 2008 bis 2015 ein deutscher Extrahaushalt zur Stützung illiquider Banken in Folge der Finanzmarktkrise. Er wurde 2008 von der Bundesanstalt für Finanzmarktstabilisierung (FMSA) mit Sitz in Frankfurt am Main geschaffen und von ihr bis Ende 2017 verwaltet. Bereits seit Ende 2015 können keine Hilfsmaßnahmen mehr aus ihm beantragt werden. Vielmehr verwaltet der FMS die seither bestehenden Beteiligungen und ist bestrebt, diese abzubauen. In seiner Stabilisierungsfunktion wurde der FMS durch den neuen einheitlichen europäischen Abwicklungsfonds des europäischen Bankenabwicklungsmechanismus abgelöst. Zum Jahresbeginn 2018 wurde der Finanzmarktstabilisierungsfonds in die Bundesrepublik Deutschland – Finanzagentur GmbH integriert.

## Einrichtung
Der Finanzmarktstabilisierungsfonds wurde in der Form eines Sondervermögens des Bundes gebildet und unterliegt damit nicht den üblichen Regeln der Haushaltsplanung. 65 Prozent der Kosten (bzw. der Verluste) werden vom Bund und 35 Prozent, maximal aber 7,7 Milliarden Euro, von den Bundesländern getragen (§ 13 des Stabilisierungsfondsgesetzes). Der Fonds wurde am 17. Oktober 2008 im Rahmen des deutschen Finanzmarktstabilisierungsgesetzes eingerichtet, das in einem Eilverfahren am selben Tag von Bundestag und Bundesrat verabschiedet und vom Bundespräsidenten unterzeichnet wurde. Die Rechtsverordnung zu diesem Gesetz wurde am 20. Oktober vom Bundeskabinett verabschiedet. Der Fonds war ursprünglich bis zum 31. Dezember 2009 befristet.
Der Fonds war für ein Volumen von bis zu 480 Milliarden Euro ausgelegt. Zunächst durfte die FMSA über den Fonds Kredite von bis zu 70 Milliarden Euro zum Erwerb von Problemaktiva und zur Rekapitalisierung (Beteiligung) an Finanzinstitutionen aufnehmen. Über einen weiteren Kreditrahmen in Höhe von zehn Milliarden Euro konnte mit Einwilligung des Haushaltsausschusses des Deutschen Bundestages zum selben Zweck verfügt werden. Darüber hinaus wurde das Bundesministerium der Finanzen ermächtigt, weitere 20 Milliarden Euro aufzunehmen, um damit Forderungen aus beanspruchten Garantien zu befriedigen. Die FMSA wurde ermächtigt, für bis zum 31. Dezember 2009 begebene Schuldtitel und Verbindlichkeiten der begünstigten Unternehmen Garantien bis zu einer Gesamthöhe von 400 Milliarden Euro auszusprechen. Die Garantien waren auf 36 Monate befristet.
Begünstigte Unternehmen waren:
- Institute im Sinne des § 1 Abs. 1b des KWG (Kreditinstitute und Finanzdienstleistungsinstitute),
- Versicherungsunternehmen und Pensionsfonds im Sinne des § 1 Abs. 1 Nr. 1 und 2 des VAG,
- Kapitalanlagegesellschaften im Sinne des InvG,
- Betreiber von Wertpapier- und Terminbörsen

sowie deren Mutterunternehmen. Die Hilfen galten nur für Unternehmen mit Sitz im Inland (§ 2 des Stabilisierungsfondsgesetzes).
Der Sonderfonds vergab zunächst seit dem 1. Januar 2011 keine neuen Kredite an Finanzinstitute mehr. Er wurde im Januar 2012 befristet bis Ende 2012 reaktiviert. Im Oktober 2012 hatte die Bundesregierung eine weitere Verlängerung für Neuanträge bis Ende 2014 beschlossen, und im Juli 2014 im Rahmen der neu eingerichteten europäischen Bankenunion nochmals bis Ende 2015. Er wurde dann vom neuen einheitlichen europäischen Abwicklungsfonds des europäischen Bankenabwicklungsmechanismus abgelöst.

## Organe
Das bestimmende Organ des SoFFin und damals somit eines der mächtigsten Gremien der Bundesrepublik war der sog. Lenkungsausschuss. Der interministerielle Lenkungsausschuss ist mit je einem Vertreter des Bundeskanzleramts, des Bundesministeriums der Finanzen, des Bundesministeriums der Justiz und für Verbraucherschutz, des Bundesministeriums für Wirtschaft und Energie sowie einem Mitglied auf Vorschlag der Länder und einem beratenden Vertreter der Deutschen Bundesbank besetzt. Über die Stabilisierungsmaßnahmen des FMS entscheidet letztlich das Bundesministerium der Finanzen (§ 4 des Stabilisierungsfondsgesetzes).

## Erwartete Funktion und Kritik
Der Fonds konnte bis zu 400 Mrd. Euro an Garantien an die Banken leisten. Diese Garantien mussten nicht tatsächlich zu staatlichen Zahlungen führen, wenn sie nicht in Anspruch genommen wurden. Die Bundesregierung stellte fünf Prozent, also 20 Mrd. Euro, vorsorglich als letztendlich anfallende Haushaltsbelastung ein. Dazu kamen Leistungen für die Rekapitalisierung der Banken und Risikoübernahmen bei problematischen Krediten von höchstens 80 Mrd. Euro. Insgesamt ergab sich so ein Volumen des Fonds von 100 Mrd. Euro, das staatlicherseits aufzubringen gewesen wäre. Die Institute mussten eine „marktübliche Vergütung“ (veräußerbare Gegenleistungen, z. B. Aktien) oder „angemessene Verzinsung“ an den Fonds als Gegenleistung entrichten. Die Commerzbank beispielsweise sollte auf die Stille Einlage des Finanzmarktstabilisierungsfonds eine Verzinsung von 9 % p. a. leisten, die Hypo Real Estate sollte für ausgestellte Garantien des Fonds für ihre Anleihen eine jährliche Provision von 1,5 % (bis Januar 2009; danach 0,5 %) sowie auf den noch nicht in Anspruch genommenen Teil des Garantierahmens eine Provision von 0,1 % im Jahr zahlen.
Laut Ankündigung einer Verfassungsbeschwerde gegen das Finanzmarktstabilisierungsgesetz enthielt dieses anfangs keine Bestimmung, die die Rückzahlung der Finanzhilfen an den Staat regele. Eine tatsächlich eingereichte Verfassungsbeschwerde eines Commerzbank-Aktionärs wurde vom Bundesverfassungsgericht mit Verweis auf den Gang durch untere Instanzen nicht zur Entscheidung angenommen. Er wendete sich gegen die Übergehung der Hauptversammlung und den Ausschluss der Aktionäre bei der Kapitalerhöhung für den SoFFin.
„Für das Gelingen des Rettungspakets ist es erforderlich, dass der neue Sonderfonds Finanzmarktstabilisierung (SoFFin) in den nächsten Wochen und Monaten über ein überzeugendes und nachvollziehbares Konzept für ein zukunftsfähiges Finanzsystem verfügt“, so das Gutachten der Wirtschaftssachverständigen 2008. Es komme hierbei darauf an, einerseits nicht alle Banken zu retten, sondern nur diejenigen mit einem erfolgreichen Geschäftsmodell; andererseits dürfe der Staat sich nicht in das Tagesgeschäft der Banken einmischen. Nach erfolgreicher Stabilisierung und Restrukturierung des Bankensystems solle der Staat sich wieder auf seine Kernaufgaben zurückziehen.
Der Finanzmarktstabilisierungsfonds gab zwischen Herbst 2008 und Ende 2012 fast 100 Millionen Euro für externe Berater aus. Das geht aus der Antwort des Bundesfinanzministeriums auf eine Anfrage von Klaus Ernst (Die Linke) hervor.
Die beratenden Firmen waren:
- Goldman Sachs,
- Credit Suisse,
- Deutsche Bank,
- McKinsey,
- Freshfields Bruckhaus Deringer und
- Ernst & Young.[16]

## Instrumente des SoFFin
Die Instrumente des SoFFin sollten den Finanzinstituten für eine begrenzte Zeit dabei helfen, ihr Eigenkapital zu stärken und Liquiditätsengpässe zu überbrücken. Daneben konnten Banken unter dem Dach der FMSA eigene Abwicklungsanstalten errichten. In diese sogenannten „Bad Banks“ konnten Kreditinstitute Risikopositionen und strategisch nicht mehr notwendige Geschäftsbereiche auslagern, mit dem Ziel, ihre Geschäfte zukunftsfähig neu zu organisieren.

### Garantien
Das Instrument der Garantiegewährung sah vor, dass der SoFFin Garantien für neu begebene Schuldtitel und begründete sonstige Verbindlichkeiten von Finanzunternehmen abgibt. Hierbei garantierte der SoFFin dem Käufer des Schuldtitels die Bedienung, also Rückzahlung der vereinbarten Summe bei Fälligkeit. Wäre die Bank dazu nicht in der Lage, hätte der SoFFin einspringen müssen. Für den Investor verminderte sich das Risiko eines Verlustes. Für die Bank war es so leichter, sich Liquidität am Markt zu beschaffen.
Für die Gewährung von Garantien erhob der Fonds einen individuellen Prozentsatz des garantierten Höchstbetrages, der das Ausfallrisiko abbildete. Dieser lag zwischen 0,5 % und 2 % p. a.
Im Verlauf des Jahres 2013 wurden die letzten noch ausstehenden Garantien des SoFFin in Höhe von 3,73 Mrd. EUR zurückgegeben. Somit fiel keine der vom SoFFin gewährten Garantien (in der Spitze 168 Mrd. EUR) aus. Die für die Garantien von den Maßnahmenempfängern geleisteten Provisionen beliefen sich auf insgesamt 2,16 Mrd. EUR.

### Rekapitalisierung
Ziel der Rekapitalisierung war es, Banken mit dem benötigten Eigenkapital auszustatten. Für Kapitaleinlagen erhielt der Fonds eine marktgerechte Vergütung. Diese lag bei der Gewährung von stillen Einlagen in der Regel zwischen 9 % und 10 % p. a. Die Rekapitalisierung konnte beispielsweise durch den Ankauf neu ausgegebener Aktien der Bank oder den Erwerb von stillen Beteiligungen durch den SoFFin erfolgen.
Durch die vollständige Rückführung der noch verbliebenen stillen Einlage der Commerzbank im Jahr 2013 haben sich die Finanzanlagen weiter reduziert. Der Bestand (in der Spitze 29,4 Mrd. EUR) an gewährten Rekapitalisierungsmaßnahmen vor Wertberichtigungen ging im Jahr 2013 auf 17,1 Mrd. EUR zurück.

### Risikoübernahme
Im Rahmen der Risikoübernahme konnte der SoFFin Risikopositionen (z. B. Forderungen und Wertpapiere) von Banken übernehmen oder auf andere Weise absichern. Im Gegenzug übertrug der SoFFin den Banken z. B. sichere Schuldtitel des Bundes, die von diesen als Sicherheiten bei Interbankgeschäften oder bei Krediten der Europäischen Zentralbank verwendet werden konnten.
Es fand lediglich eine Risikoübernahme vom 30. September bis zum 30. November 2009 für Portigon (ehemals WestLB) in Höhe von 5,88 Mrd. EUR statt, die jedoch nicht in Anspruch genommen wurde.

### Abwicklungsanstalten
In eine Abwicklungsanstalt, die sogenannte Bad Bank, kann eine Bank neben strukturierten Wertpapieren weitere Risikopositionen – wie beispielsweise ausfallgefährdete Kredite – und ganze Geschäftsbereiche übertragen, die für die zukünftige Strategie der Bank nicht mehr benötigt werden. Damit wird den Banken die Möglichkeit eröffnet, diese Portfolios geordnet abzuwickeln und sich selbst für die Zukunft mit einem erfolgversprechenden Geschäftsmodell neu auszurichten. Die Bank wird durch die Übertragung der Risikopositionen sofort von Eigenkapitalanforderungen und Abschreibungsdruck aufgrund von Wertschwankungen entlastet. Das Modell der Abwicklungsbanken impliziert, dass die Eigentümer der Bank in der wirtschaftlichen Verantwortung für die Abwicklungsanstalt bleiben. Die bei der Abwicklungsanstalt auftretenden Verluste sind also weiterhin von den Eigentümern auszugleichen.
Die FMSA hat zwei Abwicklungsanstalten errichtet: Die Erste Abwicklungsanstalt (EAA), in die die WestLB nicht strategisch notwendige Geschäftsbereiche und Risikopositionen übertragen hat, sowie die FMS Wertmanagement (FMS-WM), in die die strategisch nicht mehr notwendigen Vermögenswerte und Risikopositionen der HRE-Gruppe abgespalten wurden. Die Verlustausgleichspflicht der FMSA ist in den jeweiligen Statuten der Abwicklungsanstalten geregelt. Nach Abschluss der Abwicklung, d. h. nach dem Abverkauf aller übertragener Risikopositionen und Geschäftsbereiche, wird die FMSA die Abwicklungsanstalten auflösen.

## Leistungen und Inanspruchnahme
Das Nominalvolumen der EAA wurde von 143,3 Mrd. Euro in 2012 bis Ende 2018 auf 32,8 Mrd. Euro reduziert.
Das Nominalvolumen der FMS-WM konnte von 174,3 Mrd. Euro in 2010 auf 69,0 Mrd. Euro Ende 2018 abgebaut werden.
Im Jahr 2013 leistete der SoFFin an die FMS Wertmanagement (FMS-WM), aufgrund der Verlustausgleichsverpflichtung 7,3 Mrd. Euro. Nach dem Verlustausgleich von 2012 über 2 Mrd. EUR erhöhten sich die Verbindlichkeiten des SoFFin damit auf das noch heute (Ende 2018) gültige Niveau von insgesamt 9,3 Mrd. EUR.
| Antragsteller                                           | Max. Garantieleistungen des SoFFin | Rückgabe letzte Garantien | Max. genutzte Rekapitalisierung | Max. genutzte Risikoübernahme                      | Abwicklungsanstalt Nominalvolumen 31. Dezember 2018 | Kumulierte Zahlungen aus Verlustausgleichsverpflichtung bis 31. Dezember 2018 |
| ------------------------------------------------------- | ---------------------------------- | ------------------------- | ------------------------------- | -------------------------------------------------- | --------------------------------------------------- | ----------------------------------------------------------------------------- |
| Hypo Real Estate                                        | 124 Mrd. EUR                       | 2010                      | 9,8 Mrd. EUR                    | nein                                               | FMS-WM 69 Mrd. EUR                                  | 9,3 Mrd. EUR                                                                  |
| BayernLB                                                | 5,0 Mrd. EUR                       | 2011                      | nein                            | nein                                               | nein                                                | –                                                                             |
| HSH Nordbank                                            | 24,0 Mrd. EUR                      | 2012                      | nein                            | nein                                               | nein                                                | –                                                                             |
| Commerzbank AG                                          | 5,0 Mrd. EUR                       | 2011                      | 18,2 Mrd. EUR                   | nein                                               | nein                                                | –                                                                             |
| IKB Deutsche Industriebank                              | 10 Mrd. EUR                        | 2012                      | nein                            | nein                                               | nein                                                | –                                                                             |
| Aareal Bank                                             | 4,0 Mrd. EUR                       | 2011                      | 0,5 Mrd. EUR                    | nein                                               | nein                                                | –                                                                             |
| WestLB / Portigon                                       | –                                  | –                         | 3,0 Mrd. EUR                    | 5,9 Mrd. EUR (30. September bis 30. November 2009) | EAA 32,8 Mrd. EUR                                   | 0 EUR                                                                         |
| Corealcredit Bank AG                                    | 0,5 Mrd. EUR                       | 2010                      | nein                            | nein                                               | nein                                                | –                                                                             |
| Düsseldorfer Hypothekenbank                             | 2,5 Mrd. EUR                       | 2013                      | nein                            | nein                                               | nein                                                | –                                                                             |
| Sicherungseinrichtungsgesellschaft deutscher Banken mbH | 6,7 Mrd. EUR                       | 2012                      | nein                            | nein                                               | nein                                                | –                                                                             |

## Wirtschaftliches Ergebnis
Bei einer Bewertung der jährlichen Bilanzen ist zu berücksichtigen, dass der SoFFin seit 2009 zu 100 % Eigentümer der Hypo Real Estate ist und Ende 2018 noch einen Aktienanteil von 15,6 % an der Commerzbank hielt. Die Aktien der Commerzbank wurden im August 2017 mit rund 2,2 Milliarden Euro bewertet, im Jahresabschluss 2018 sank der Wert gegenüber dem Vorjahresabschluss um 1,3 Milliarden Euro auf rund 1,1 Milliarden Euro.
|                               | 2008      | 2009          | 2010          | 2011           | 2012          | 2013          | 2014          | 2015          | 2016          | 2017          | 2018          |
| ----------------------------- | --------- | ------------- | ------------- | -------------- | ------------- | ------------- | ------------- | ------------- | ------------- | ------------- | ------------- |
| Provisionserträge             | 55 Mio. € | 690 Mio. €    | 933 Mio. €    | 380 Mio. €     | 132 Mio. €    | 96 Mio. €     | 50 Mio. €     | 13 Mio. €     | 13 Mio. €     | 13 Mio. €     | 13 Mio. €     |
| Zinserträge                   | 12 Mio. € | 214 Mio. €    | 49 Mio. €     | 40 Mio. €      | 29 Mio. €     | 181 Mio. €    | 33 Mio. €     | 31 Mio. €     | 39 Mio. €     | 0 Mio. €      | 0 Mio. €      |
| Sonstige betriebliche Erträge | 0 Mio. €  | 0 Mio. €      | 142 Mio. €    | 2.430 Mio. €   | 1.429 Mio. €  | 698 Mio. €    | 63 Mio. €     | 69 Mio. €     | 1.022 Mio. €  | 1.662 Mio. €  | 0 Mio. €      |
| Zinsaufwendungen              | 12 Mio. € | 407 Mio. €    | 809 Mio. €    | 420 Mio. €     | 267 Mio. €    | 502 Mio. €    | 296 Mio. €    | 290 Mio. €    | 386 Mio. €    | 218 Mio. €    | 214 Mio. €    |
| Wertminderungen               | 0 Mio. €  | 4.750 Mio. €  | 1.250 Mio. €  | 4.130 Mio. €   | 740 Mio. €    | 450 Mio. €    | 143 Mio. €    | 275 Mio. €    | 454 Mio. €    | 0 Mio. €      | 1.313 Mio. €  |
| Rückstellungsaufwendungen     | 0 Mio. €  | 0 Mio. €      | 3.870 Mio. €  | 11.400 Mio. €  | 0 Mio. €      | 0 Mio. €      | 127 Mio. €    | 231 Mio. €    | 0 Mio. €      | 0 Mio. €      | 0 Mio. €      |
| Jahresüberschuss              | 55 Mio. € | −4.260 Mio. € | −4.810 Mio. € | −13.100 Mio. € | 584 Mio. €    | 23 Mio. €     | −419 Mio. €   | −685 Mio. €   | 99 Mio. €     | 1.457 Mio. €  | −1.514 Mio. € |
| Bilanzsumme                   |           |               | 32.400 Mio. € | 30.150 Mio. €  | 27.842 Mio. € | 26.439 Mio. € | 26.448 Mio. € | 25.925 Mio. € | 24.052 Mio. € | 23.662 Mio. € | 23.823 Mio. € |

Zum Ende des Geschäftsjahres 2018 standen Erträgen in Höhe von rund 13 Mio. Euro Aufwendungen in Höhe von rund 1.527 Mio. Euro gegenüber, so dass ein Jahresfehlbetrag von knapp 1.514 Mio. Euro ausgewiesen wurde. Wie in den Vorjahren stammen Erträge in Höhe von 13,2 Mio. Euro aus der Darlehensgewährung an die EAA. Die Aufwandsseite wird nach der Zuschreibung von rund 1.027 Millionen Euro auf den Commerzbankanteil im Vorjahr 2018 durch eine Abschreibung darauf von rund 1.313 Mio. Euro bestimmt. Die Zinsaufwendungen reduzieren sich gegenüber dem Vorjahr auf rund 214 Mio. Euro.
Der seit Gründung des FMS aufgelaufene, ungedeckte Fehlbetrag belief sich damit zum 31. Dezember 2018 auf rund 22,6 Mrd. Euro.